# Бузницький Олександр Григорович
Олександр Григорович Бузницький (нар. 29 січня 1911, місто Канів, тепер Черкаської області — 16 січня 1974, смт. Миронівка Київської області) — український радянський діяч, новатор сільськогосподарського виробництва, голова колгоспу імені Жданова Миронівського району Київської області. Кандидат у члени ЦК КПУ (1961—1966). Член ЦК КПУ (1966—1974). Член Центральної ревізійної комісії КПРС (1971—1974). Депутат Верховної Ради СРСР 6—8-го скликань (1962—1974). Герой Соціалістичної Праці (26.02.1958)

## Біографія
Народився в робітничій родині. Був названий Олександром на честь бабусі. З тринадцятирічного віку (1924 року) ходив погоничем коло плуга, був пастухом корів у заможних селян. Шістнадцятирічним юнаком поїхав навчатися на прокатне відділення в школі фабрично-заводського навчання, яке закінчив у 1930 році.
З 1930 по 1932 рік працював вальцювальником, з 1932 по 1933 рік — завідувачем відділу охорони праці металургійного заводу Дніпропетровської області.
Член ВКП(б) з 1932 року.
З 1933 по 1941 рік — на господарській роботі: завідувач господарства машинно-тракторної станції (МТС), керуючий відділення радгоспу Київської області. У 1940 році був направления на роботу до міста Тернополя, де працював заступником керуючого обласної контори «Заготскот».
З 1941 по 1948 рік — у Червоній армії, учасник німецько-радянської війни. З жовтня 1942 року служив начальником відділення речового постачання 355-го батальйону аеродромного обслуговування 30-го району авіаційного базування, з листопада 1944 року — начальником польового військово-господарського складу 30-го району авіаційного базування 2-ї Повітряної армії Південно-Західного, Воронезького, 3-го і 1-го Українського фронтів.
Після демобілізації, з 1948 по 1952 рік працював заступником керуючого, керуючим Старченківської районної контори «Заготскот» Київської області.
З жовтня 1952 по січень 1974 року — голова колгоспу «Більшовик» (потім — імені Жданова) смт. Миронівки Старченківського (потім — Миронівського) району Київської області.
За досягнення високих показників виробництва продукції рослинництва і тваринництва, успіхів у розвитку соціальної сфери, зростання матеріального благополуччя колгоспників, впровадження наукових досягнень і передового досвіду колгосп імені Жданова в 1967 році було відзначено найвищою урядовою нагородою — орденом Леніна.
Під керівництвом Бузницького було побудовано два житлові 4-х поверхові будинки, лікарню, приміщення школи № 1, пансіонат водолікарні, миронівські ставки. У 1971 році в Миронівці відкрився новозбудований Палац культури. Олександр Бузницький запропонував створити самодіяльний колектив «Чорнобривець».
Обирався делегатом декількох з'їздів КПРС та КПУ. Делегат III Всесоюзного з'їзду колгоспників, член Союзної Ради колгоспів, Голова Української Республіканської Ради колгоспів. Автор книг «З відстаючих — у передові», «Люди все можуть», «Слово про землю», «Ціна гектара», «Миронівський меридіан».
.
Ім'ям Бузницького названо колгосп у смт. Миронівці та вулиці міст.

## Звання
- старший лейтенант інтендантської служби
- капітан інтендантської служби

## Нагороди
- Герой Соціалістичної Праці (26.02.1958)
- п'ять орденів Леніна (26.02.1958, 31.12.1965,)
- орден Трудового Червоного Прапора
- два ордени Вітчизняної війни ІІ ст. (9.05.1945,)
- орден Червоної Зірки (30.12.1944)
- медалі